# 1993년 통합예산총괄조정법
1993년 통합예산총괄조정법(영어: Omnibus Budget Reconciliation Act of 1993, 또는 OBRA-93)은 제103대 미국 의회에서 제정되어 1993년 8월 10일 빌 클린턴 대통령에 의해 법으로 서명된 연방법이다. 이 법은 비공식적으로 1993년 적자 감축법(영어: Deficit Reduction Act of 1993)으로도 불린다. 법의 제13장은 1993년 세입 조정법(영어: Revenue Reconciliation Act of 1993)으로도 불린다.
이 법안은 클린턴이 1993년 2월에 제시한 예산안에서 비롯되었는데, 그는 1997년까지 적자를 절반으로 줄이기 위해 세금 인상과 지출 삭감을 혼합하는 방안을 추진했다. 모든 의회 공화당 의원이 법안에 반대했지만, 미국 하원과 미국 상원에서 근소한 차이로 통과되었다. 이 법은 최고 연방 소득세율을 31%에서 39.6%로 인상하고, 법인 소득세율을 인상하며, 유류세를 인상하고, 다양한 다른 세금을 인상했다. 이 법안에는 또한 5년간 2,550억 달러의 지출 삭감액이 포함되었다. 1998년, 이 법안의 효과는 미국 연방 정부가 1960년대 이후 처음으로 예산 흑자를 경험하는 데 기여했다.

## 조항
- 이전에는 개인 최고 세율 31%가 51,900달러를 초과하는 모든 소득에 적용되었다. 이 법은 115,000달러를 초과하는 소득에 대해 36%, 250,000달러를 초과하는 소득에 대해 39.6%의 새로운 구간을 만들었다.[1]
- 이전에는 335,000달러를 초과하는 법인 소득에 34%의 세금이 부과되었다. 이 법은 1,000만 달러에서 1,500만 달러 소득에 대해 35%, 1,500만 달러에서 1,833만 달러 소득에 대해 38%, 1,833만 달러를 초과하는 소득에 대해 35%의 새로운 구간을 만들었다.[2]
- 2.9%의 메디케어 세금은 이전에는 소득 135,000달러까지 적용되는 상한이 있었다. 이 상한은 폐지되었다.
- 교통 유류세가 갤런당 4.3센트 인상되었다.
- 사회 보장 혜택 중 소득세 대상 비율이 50%에서 85%로 인상되었다.[3]
- 개인 공제 단계적 폐지와 항목별 공제 한도가 영구적으로 연장되었다.
- AMT 세율이 24%에서 26%와 28%의 계층별 세율로 인상되었다.[4]
- 제4부 제14131조: 근로 장려 세제 확대 및 인플레이션 조정 추가.
- 5년간 2,550억 달러의 지출 삭감; 삭감액의 대부분은 메디케어 또는 군대에 영향을 미쳤다.[5]
- 주정부가 메디케이드 혜택과 관련된 비용을 회수하기 위해 메디케이드 재산 회수 프로그램을 시행하도록 요구했다.[6]

## 입법 역사
클린턴은 로널드 레이건 행정부와 부시 행정부로부터 물려받은 막대한 예산 적자를 떠안았다. 1992 회계연도에는 2,900억 달러의 적자가 발생했다. 적자를 줄이기 위해 벤슨, 파네타, 루빈은 클린턴에게 세금 인상과 지출 삭감을 동시에 추진할 것을 촉구했다. 그들은 적자를 억제함으로써 클린턴이 연방준비제도 이사회 의장 앨런 그린스펀이 금리를 낮추도록 장려할 것이며, 이는 투자자들의 신뢰 증가와 함께 경제 호황으로 이어질 것이라고 주장했다. 일부 클린턴의 고문들은 적자 감축에 집중하는 것이 민주당이 '세금 및 지출'이라는 평판을 벗는 데 도움이 될 수 있으므로 정치적으로도 이득이 될 것이라고 믿었다. 로버트 라이시 노동부 장관은 정체된 소득이 적자보다 더 큰 경제 문제라고 주장했지만, 클린턴은 취임 첫 해의 주요 경제적 우선순위로 적자 감축을 추진하기로 결정했다. 그렇게 하면서 그는 선거 운동 기간 동안 옹호했던 중산층 감세 계획을 마지못해 포기했다.
클린턴은 1993년 2월 의회에 자신의 예산 계획을 제시하며, 1997년까지 적자를 절반으로 줄이기 위해 세금 인상과 지출 삭감을 혼합하는 방안을 제안했다. 공화당 지도자들은 어떠한 세금 인상에도 강력히 반대했으며, 의회 공화당 의원들에게 클린턴의 예산에 반대하여 단결하도록 압력을 가했다. 그리고 단 한 명의 공화당 의원도 클린턴이 제안한 법안에 찬성표를 던지지 않았다. 상원 민주당 의원들은 새로운 에너지세 도입을 휘발유세 인상으로 대체했지만, 클린턴은 자신이 제안한 근로 장려 세제 확장을 저지하려는 시도에 성공적으로 저항했다.
결과적으로 모든 공화당 의원과 상당수의 민주당 의원들이 법안에 반대 투표를 했다. 부통령 앨 고어는 상원 법안과 협의회 보고서 모두에서 동점 상황을 깼다. 하원 법안은 1993년 5월 27일 목요일 219대 213으로 통과되었다. 하원은 1993년 8월 5일 목요일 협의회 보고서를 218대 216으로 통과시켰다(찬성: 민주당 217명, 무소속 1명(버니 샌더스(I-VT)); 반대: 민주당 41명, 공화당 175명). 상원은 한 달간의 휴가 전 마지막 날인 1993년 8월 6일 금요일 협의회 보고서를 51대 50으로 통과시켰다(찬성: 민주당 50명, 앨 고어 부통령; 반대: 민주당 6명(프랭크 로텐버그(D-NJ), 리처드 브라이언(D-NV), 샘 넌(D-GA), 베넷 존스턴 주니어(D-LA), 데이비드 보렌(D-OK), 리처드 셸비(D-AL, 이후 R-AL)), 공화당 44명). 클린턴 대통령은 1993년 8월 10일 법안에 서명했다.
정부는 추가 세수를 확보할 수 있었고, 이는 예산 균형을 맞추는 데 도움이 되었으며, 1990년대 말에는 민간이 보유한 공공 부채를 줄이기 시작했다.

## 대안
법안에 대한 몇 가지 대안 중에는 데이비드 보렌(D-OK) 상원의원의 제안이 있었는데 이는 고소득 납세자에 대한 세금 인상을 대부분 유지하지만 모든 에너지세 인상을 없애고 근로 장려 세제를 축소하는 내용이었다. 이는 빌 코헨(R-ME), 베넷 존스턴(D-LA), 존 댄포스(R-MO)의 지지를 받았다. 보렌의 제안은 위원회를 통과하지 못했다. 클린턴 자신은 에너지에 대한 세금을 선호하는 대안적인 세금 제안을 가지고 있었다고 주장했다. 1995년 클린턴은 세금이 너무 많이 인상되었다는 믿음을 표명했다(1997년에 의회는 자본 이득세를 28%에서 20%로 인하했다).
하원에서는 존 케이식(R-OH)이 또 다른 제안을 내놓았다. 그는 3,550억 달러의 지출 삭감을 통해 적자를 줄이는 수정안을 발의했는데, 이 중 1,290억 달러는 수당 프로그램에서 나올 것이었다(실제 법안은 수당 지출을 420억 달러만 삭감했다). 이 수정안은 어떠한 세금 인상도 없앨 것이었다. 이 수정안은 138대 295로 부결되었고, 많은 공화당원들이 수정안에 반대했으며, 단 6명의 민주당원만이 찬성했다.

## 영향
강력한 경제와 결합된 1993년의 적자 감축 계획은 매년 더 작은 예산 적자를 가져왔다. 1998년에는 연방 정부가 1969년 이후 처음으로 예산 흑자를 경험했다. 예산 흑자의 인식된 중요성을 반영하여 뉴욕 타임스는 예산 적자의 종식을 "베를린 장벽의 붕괴에 필적하는 재정적 사건"이라고 묘사했다.
백악관의 예산 관리국(OMB)은 이 법안이 연방 예산 적자를 5,048억 달러 줄일 것으로 예상했는데, 이 중 2,501억 달러는 세금 인상에서, 2,547억 달러는 지출 삭감에서 비롯되었다. 한편, 의회 예산국(CBO)의 분석은 적자 감축 규모를 4,330억 달러로 더 낮게 예상했다. 두 추정치의 차이는 주로 OMB가 예산에서 간접적으로 추정된 절감액을 포함했기 때문인데, 예를 들어 5년간 재량 지출 동결로 인한 1,077억 달러, 미래의 부채 발행 감소로 인한 부채 이자 감소 596억 달러, 국채를 낮은 이자율로 재융자하여 발생한 164억 달러 등이 있다. CBO 추정치는 부채 재융자 계획, 이전 1990년 예산법에 이미 포함되었지만 1993년 법에 의해 확대된 지출 삭감, 그리고 상업 통신 업체에 무선 주파수 스펙트럼의 일부를 경매하는 계획을 계산하지 않거나 부분적으로만 인정했다.
1993년 통합예산총괄조정법은 클린턴 행정부에 대한 공화당의 비판의 주요 표적이 되었다. 공화당은 클린턴의 고소득자에 대한 세금 인상이 그가 이전에 세금을 인상하지 않고 적자를 줄이겠다고 약속했던 것을 위반했다고 주장했다. 법안의 지연된 세입 흐름은 클린턴이 1994년 중간선거까지 적자를 줄였다고 주장할 수 없음을 의미했다.

### 참고 문헌
- Harris, John F. (2005). 《The Survivor: Bill Clinton in the White House》. New York: 랜덤하우스. ISBN 0-375-50847-3.
- Troy, Gil (2015). 《The Age of Clinton: America in the 1990s》. Thomas Dunne Books. ISBN 9781250063724.
- Wilentz, Sean (2008). 《The Age of Reagan》. HarperCollins. ISBN 978-0-06-074480-9.